# 柴桑县
柴桑县，中国古县名。
因柴桑山得名。西汉置，治所在今江西省九江市西南。属豫章郡。东汉仍属豫章郡，东汉末年，曹操自江陵顺江东下，诸葛亮作為劉備的代表，至柴桑与孙权共谋抗曹，即此。三国吴属江夏郡。晋以后历为潯阳郡、江州治所。隋开皇九年（589年）改置潯阳县。